# آيت واحى لحرار (سيدي المخفي)
آيت واحى لحرار هي إحدى مشيخات المملكة المغربية، تتبع جغرافيا لإقليم إفران وإداريًا لسيدي المخفي. يقدر عدد سكانها بـ 1006 نسمة حسب الإحصاء الرسمي للسكان والسكنى لسنة 2004.